# Председнички избори у САД 1796.
Председнички избори у САД 1796. су били трећи председнички избори по редоследу, и одржани су у периоду од петка 4. новембра, до среде 7. децембра 1796. Актуелни председник Џорџ Вашингтон је одбио да конкурише за трећи мандат, и тиме је поставио неписано правило да сваки наредни председник САД служи највише два мандата. Касније је, након 4 освојених мандата Френклина Д. Рузвелта, у 1951. ратификован 22. амандман који је и законски ограничио особу која служи као председник САД на највише 2 мандата, било узастопних или не. Ово су били први председнички избори у САД који су заправо имали кандидате, након што је претходна два пута Џорџ Вашингтон практично учествовао сам, уједно и први избори у којима су учествовале новоформиране политичке партије, и једини председнички избори у којима су председник и потпредседник бирани са супротних партијских номинација. На овим изборима је актуелни потпредседник Џон Адамс, кандидат Федералистичке странке, победио Томаса Џеферсона, кандидата Демократско-републиканске странке за само 3 изборничка гласа.
По актуелним изборним правилима, пре ратификације 12. амандмана, чланови Изборничког колегијума имају по два гласа, оба за председника САД, које дају двема особама за које би изборник желео да буду председници. Кандидат који освоји већину гласова постаје председник, а кандидат са другим највећим бројем освојених гласова постаје потпредседник. Ако оба кандидата имају једнак број изборничких гласова, или ако нико нема потребну већину, онда Представнички дом одржавају унутрашње изборе који бирају председника. У случају изједначеног броја изборничких гласова за потпредседника, Сенат одржава унутрашње изборе који одлучују потпредседника. Тенеси је примљен у Унију као савезна држава, па је број изборничких гласова сада 138.
Обе партије су предложиле више кандидата, а највише су промовисали Адамса, односно Џеферсона. Пошто сваки изборник има по два гласа за председника, Адамс и Џеферсон нису били једини који су добили електорске гласове, па је тако Федералиста Томас Пинкни добио 59 изборничких гласова, док је Демократско-републиканац Арон Бер добио 39. Пошто је Томас Џеферсон добио други највећи број изборничких гласова, 68, аутоматски је као другопласирани постао потпредседник САД, иако је био из друге партије у односу на Џона Адамса, изабраног председника САД.
Занимљиво је да, упркос томе што није хтео да конкурише за трећи мандат па практично није ни учествовао на изборима, Џорџ Вашингтон ипак добија 2 изборничка гласа за председника.